# Blini

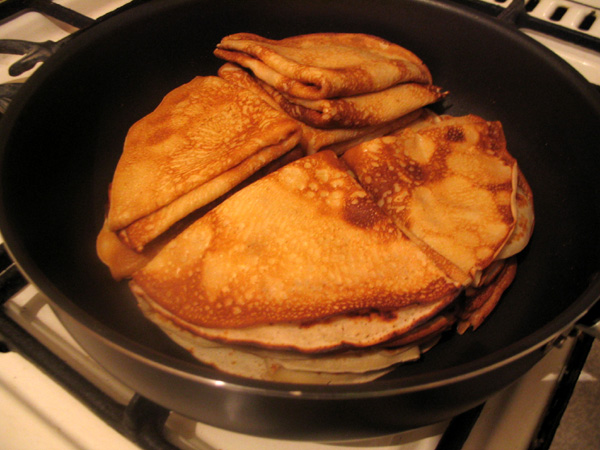
Bliny

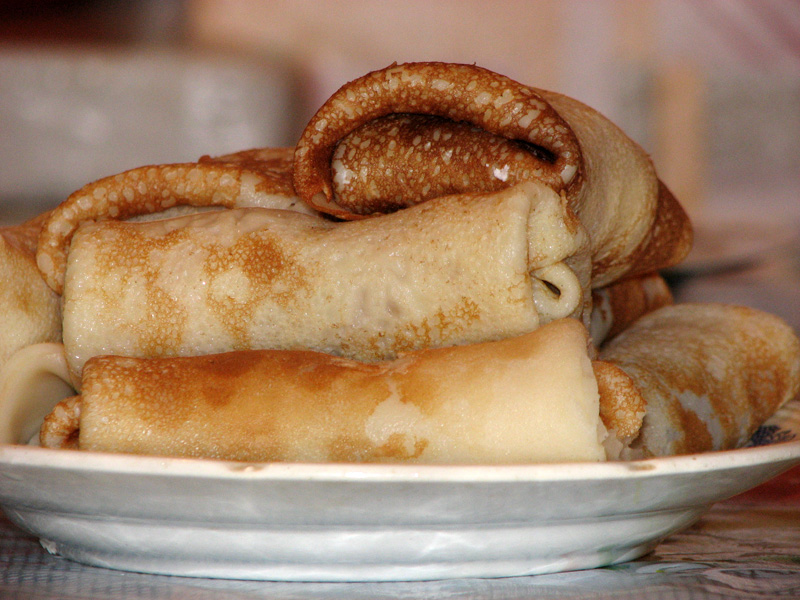
gevulde Blini

Blini ([bliˈnɨ],Russisch блины, bliny, eigenlijk meervoud, enkelvoud is blin, блинⓘ), is een uit Oost-Europa afkomstig deeggerecht dat een kruising lijkt tussen een pannenkoek, poffertje en eierkoek. Blini's worden warm gegeten, vaak met verscheidene vullingen of toppings. In Rusland smeert men er vaak boter op. Ook kwark, gehakt, gezouten gerookte vis (haring, sprotjes, sardines, zalm) en kaviaar wordt er vaak bij geserveerd. Voor bij de thee worden blini's geserveerd met zure room, jam, honing, kaas of gecondenseerde melk.
Het recept voor blini's komt van het Russische platteland. De pannenkoekjes zijn namelijk goedkoop en eenvoudig te bereiden.
Het deeg voor echte Russische blini's wordt gemaakt door met gist, water en meel of griesmeel te laten rijzen. Het wordt doorgaans zonder toevoeging van zoetstof of vulling bereid. Ter smaakverbetering wordt wel olie, hete melk, slagroom of eiwit toegevoegd, waarna men het meel nogmaals laat rijzen. Blini's bestonden vroeger overwegend uit boekweitmeel.

## Etymologie en gebruik
Het woord bliný is een meervoudsvorm van блин (blin), dat komt van het Oudrussische млинъ/блинъ (mlin/blin), "eierkoek". Waarschijnlijk komt dit van het werkwoord молоть (molot) "malen". Een andere theorie aangaande de oorsprong is dat het komt van de stam van het woord *бълинъ "opgezwollen", vergelijkbaar met het Nederlandse woord buil. In Oekraïne heten eierkoeken ook vandaag de dag nog млинці (mlynci'). Het Russische meervoud bliný (met de klemtoon op de y) wordt in het Nederlands als een enkelvoudsvorm ervaren en is inmiddels (in de spelling blini, met de klemtoon op de eerste i) als zodanig geaccepteerd door de Grote Van Dale. Dit Nederlandse enkelvoud heeft als meervoud blini's (stapelmeervoud).
Buiten Rusland wordt het woord blini voor verschillende gerechten gebruikt die qua vorm aan blini's doen denken. Daarbij kan de gedachte ontstaan dat alleen de kleine gerezen pannenkoekjes blini's genoemd mogen worden. In het Russisch wordt het woord echter gebruikt voor pannenkoeken in algemene zin, deze kunnen dus ook dun of groot zijn. Bij ons in het westen wordt het woord blini ook vaak voor kleine dikkere eierkoeken gebruikt, die in het Russisch eigenlijk оладьи (oladi) worden genoemd.

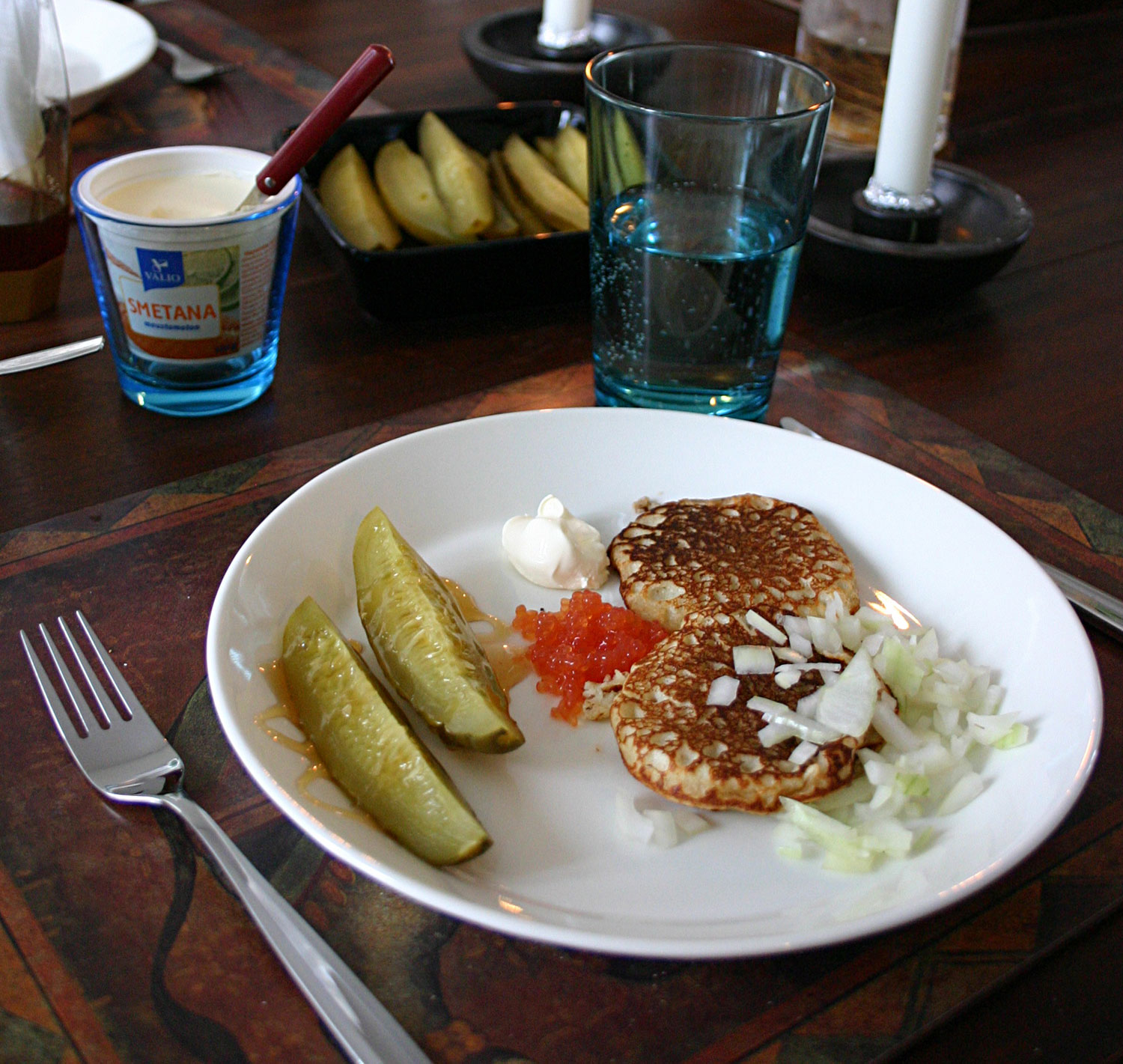
Russische oladi, die vaak met blini's worden verward

## Blini in Russische literatuur
- Het verhaal De domme Fransoos[1] door Anton Tsjechov beschrijft de voor een Fransman vreemde, typisch Russische gewoonte een grote hoeveelheid blini's in één keer te verslinden.
- In de vertelling De ijzeren wil[2] van Nikolaj Leskov, die het tragikomedische verhaal van de Duitser Hugo Pektoralis in Rusland beschrijft, sterft de hoofdrolspeler als hij zich in een blini verslikt.

## Trivia
In het Russisch is "blin" een veel gebezigde bastaardvloek (variatie op "bljad", hoer).